# The Hits - Chapter One
The Hits - Chapter One är det första samlingsalbumet från Backstreet Boys. Albumet innehåller gruppens klassiska hits och en ny låt, "Drowning". Egentligen ville inte Backstreet Boys släppa ett samlingsalbum, men tvingades att göra det av deras management. Den enda nya singeln från det här albumet är "Drowning", som blev en internationell topp 10 hit. Albumet sålde över 6 miljoner exemplar världen över.

## Låtlista
| Nr  | Titel                                            | Album                  | Längd |
| --- | ------------------------------------------------ | ---------------------- | ----- |
| 01. | I Want It That Way                               | Millennium             | 3:52  |
| 02. | Everybody (Backstreet's Back) (Extended Version) | Backstreet's Back      | 4:38  |
| 03. | As Long As You Love Me                           | Backstreet's Back      | 3:41  |
| 04. | Show Me the Meaning of Being Lonely              | Millennium             | 3:54  |
| 05. | Quit Playing Games (With My Heart)               | Backstreet Boys        | 3:53  |
| 06. | We'got It Goin'on                                | Backstreet Boys        | 4:35  |
| 07. | All I Have To Give                               | Backstreet's Back      | 3:52  |
| 08. | Larger Than Life                                 | Millennium             | 4:49  |
| 09. | I'll Never Break Your Heart                      | Backstreet Boys        | 3:24  |
| 10. | The Call                                         | Black & Blue           | 3:50  |
| 11. | Shape Of My Heart                                | Back & Blue            | 3:46  |
| 12. | Get Down                                         | Backstreet Boys        | 3:44  |
| 13. | Anywhere For You                                 | Backstreet Boys        | 4:28  |
| 14. | More Than That                                   | Black & Blue           | 4:28  |
| 15. | Drowning                                         | The Hits - Chapter One | 4:28  |